# Памятник Нуркену Абдирову
Памятник Нуркену Абдирову — памятник советскому лётчику Герою Советского Союза Нуркену Абдировичу Абдирову (1919—1942).
Установлен в 1958 году в городе Караганде на проспекте Нуркена Абдирова у пересечения с проспектом Бухар-Жырау. Авторы монумента: скульпторы А. П. Билык, Ю. В. Гуммель, архитектор Л. Е. Воробьёв. Общая высота монумента составляет 9 м. Скульптура отлита из чугуна, постамент выполнен из мрамора. Памятник воссоздаёт портретный облик Героя Советского Союза Нуркена Абдирова. Вознесённая на высокий постамент фигура лётчика-штурмовика усиливает динамику общей композиции, обогащает восприятие архитектурного ансамбля площади. Также в честь Нуркена Абдирова был назван проспект, в начале которого установлен памятник.
26 января 1982 года монумент был включён в список памятников истории и культуры Казахстана республиканского значения.